# Réserve naturelle du Zingaro

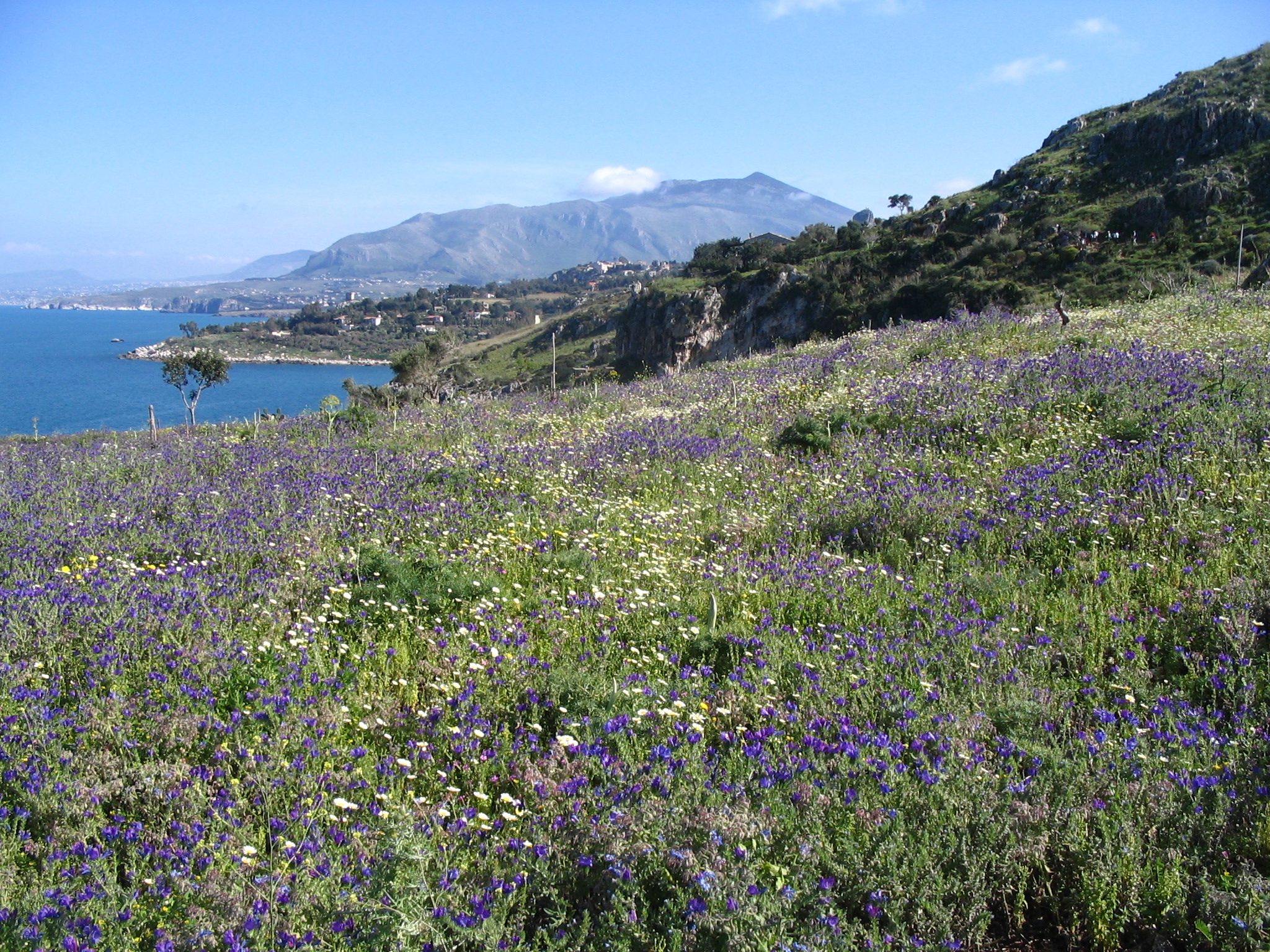
Pelouses à Viperines pourpres et vue sur le Golfe de Castellammare.

La réserve naturelle du Zingaro est une réserve naturelle de Sicile.
Elle est située sur les communes de Castellammare del Golfo et de San Vito Lo Capo, dans la province de Trapani. Sa superficie est de 1 700 ha, elle s'étend sur 7 km de côtes.

## Historique
La réserve naturelle orientée a été créée la loi régionale du 6 mai 1981, votée à l'unanimité des groupes parlementaires siciliens, à la suite de protestations contre des travaux entamés en 1976.
Faisant suite au succès de l'opposition citoyenne à l'implantation d'une raffinerie Isab dans la baie de Macari (entre Custonaci et San Vito Lo Capo), une grande manifestation rassemble, le 10 mai 1980, environ deux mille personnes, habitants, militants et vacanciers, autour du WWF, Italia Nostra, Legambiente, le Club alpin italien, l'ARCI, les Associations Forestières, ainsi que des membres des partis de gauche et de syndicats. Sur les deux kilomètres de sentier qui séparent San Vito Lo Capo et Scopello, tous s'opposent aux travaux de construction d'une route et de résidences financés et lancés par le gouvernement régional sur cet espace naturel à fort intérêt écologique et esthétique.
Après cette manifestation nationalement médiatisée, première de cette ampleur en Sicile sur le sujet de la protection de la nature, l'Assemblée régionale sicilienne lance un débat sur la défense de l'environnement. Zingaro devient la première réserve naturelle créée en Sicile, le président de l'ARS, Michelangelo Russo, espérant dans son discours à l'issue du débat parlementaire, que « cette bande de terre resterait une oasis pour une nouvelle relation entre les Siciliens et la nature ».
Dans le cadre du Réseau Natura 2000, depuis le 19 juillet 2006, la réserve naturelle du Zingaro est inscrite dans la liste des sites d'importance communautaire pour la région biogéographique méditerranéenne avec l'appellation « Capo San Vito, Monte Monaco, Zingaro, Faraglioni Scopello, Monte  Sparacio » et comporte comme principal habitat des fourrés thermoméditerranéens et prédésertiques.

## Flore
La réserve abrite 650 espèces végétales, dont certaines endémiques et rares. Elle comprend différents biotopes méditerranéens modifiés par des pratiques agricoles.
40 espèces sont endémiques aux régions calcaires de Sicile parmi lesquelles :
- les statices, Limonium todaroanum, et Limonium flagellare,
- Helichrysum rupestre var. rupestre et Helichrysum pendulum
- Dianthus rupicola,
- Centaurea ucriae,
- Brassica bivoniana,
- Seseli bocconi
- Brassica drepanensis
- Hieracium cophanense
- Minuartia verna subsp. grandiflora
- Convolvulus cneorum.

Le site compte 25 espèces d'orchidées.

## Faune

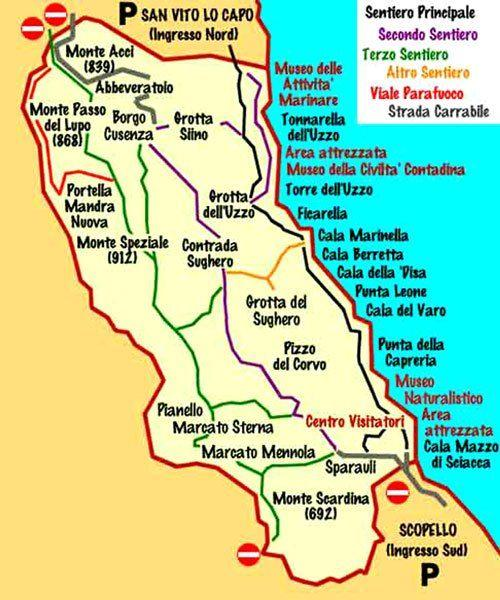
Carte de la Réserve naturelle du Zingaro.

La réserve compte 39 espèces d’oiseaux nicheurs, dont l’Aigle de Bonelli (1 couple) ou le Faucon pèlerin.

## Tourisme
L’accès à la réserve est uniquement pédestre et payant. Les entrées sud et nord, comportant chacune un parking routier, sont reliées par trois sentiers de randonnée grossièrement parallèles : un sentier littoral (sentiero costiero), un sentier à mi-hauteur (sentiero di mezza costa), et un sentier haut (sentiero alto), avec plusieurs sentiers transversaux,.

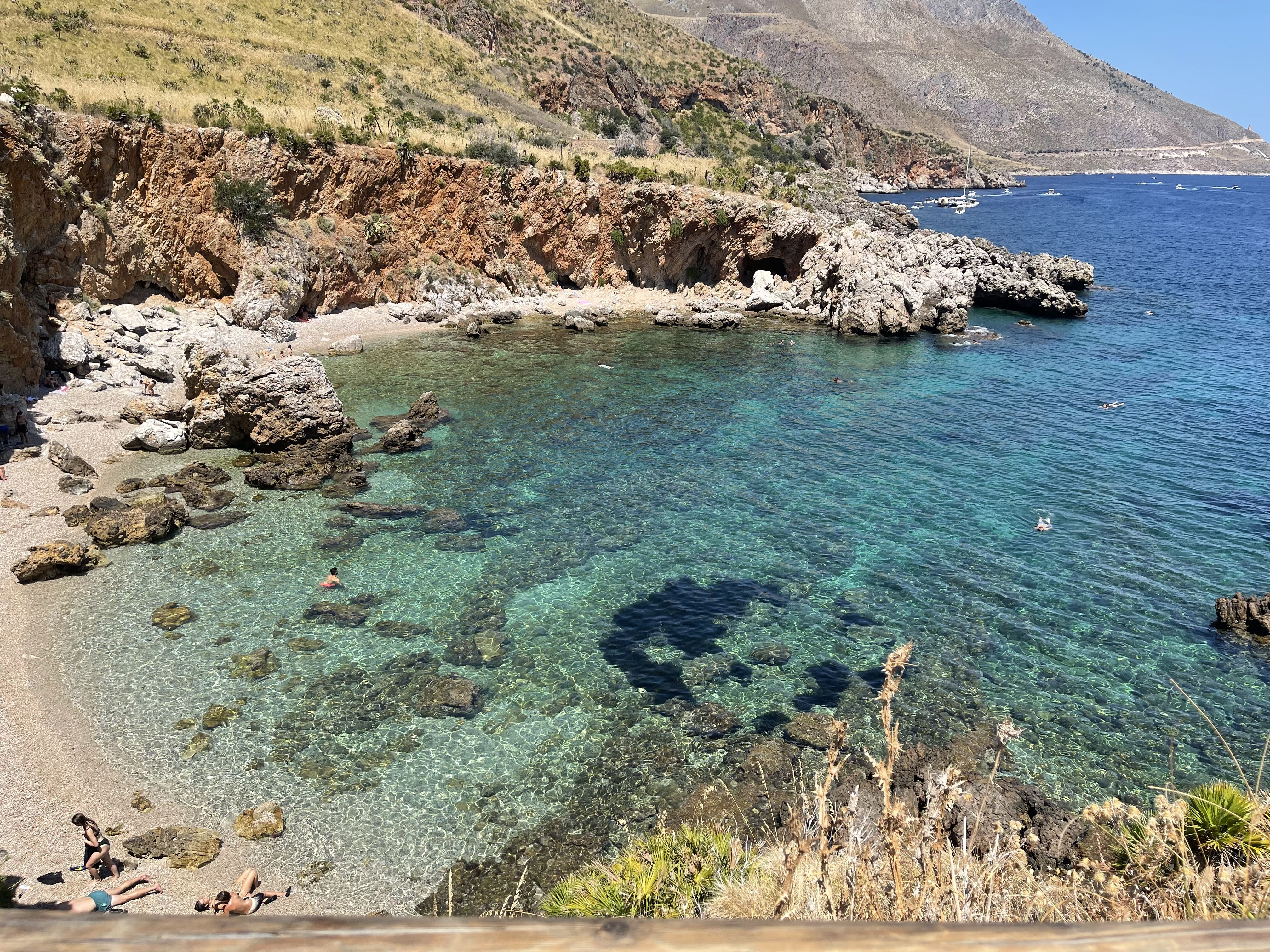
La cala della Disa.

Le sentier littoral dessert une dizaine de criques (cale) ou petites plages autorisées à la baignade. Du sud au nord, on compte en particulier :
- la cala della Capreria
- la cala del Varo
- la cala della ‘Disa
- la cala Berretta
- la cala Marinella
- la cala Torre dell’Uzzo
- la cala Tonnarella dell’Uzzo